# Насион (солунски вестник)
„Насион“ (на ладино: La Nation, в превод Нация) е еврейски ладински вестник, излизал в Солун, Гърция от 1909 година.
Вестникът е седмичник орган на Клуба на приятелите и подкрепя франкоюдаизма. Главен редактор му е Моше Коен. Продължава да излиза и след като Солун попада в Гърция в 1913 година.